# Clarinda (Iowa)
Clarinda es una ciudad situada en el condado de Page, del que es además su capital, en el estado de Iowa, Estados Unidos. Según el censo de 2010 tenía una población de 5.572 habitantes.Conocida por el nacimiento del músico Glenn Miller

## Geografía
Según la Oficina del Censo de los Estados Unidos, la localidad tiene un área total de 13,52 km², de los cuales 13,43 km² corresponden a tierra firme y el restante 0,09 km² a agua, que representa el 0,67% de la superficie total de la localidad.

## Demografía
Según el censo de 2010, había 5572 personas residiendo en la localidad. La densidad de población era de 412,13 hab./km². Había 2180 viviendas con una densidad media de 161,24 viviendas/km². El 89,2% de los habitantes eran blancos, el 5,58% afroamericanos, el 1,13% amerindios, el 1,51% asiáticos, el 0,09% isleños del Pacífico, el 0,79% de otras razas, y el 1,7% pertenecía a dos o más razas. El 3,23% de la población eran hispanos o latinos de cualquier raza.